# عدنا (روستا)
 عدنا  به عربی ( عُدنَا )، روستایی است در دهستان کُسْمة از توابع استان رَیمه در کشور یمن در شبه جزیره عربستان. 

## جمعیت
جمعیت آن ( ۶۰ ) نفر (۷ خانوار) می‌باشد.